# قلعة ملك (أوتش هاتشا)
قلعة ملك (بالفارسية: قلعه ملک) هي قرية تقع في إيران في أذربيجان الشرقية. يقدر عدد سكانها بـ 49 نسمة .